# Анатоли Кръстев
Анатоли Добрев Кръ̀стев е български виолончелист и музикален педагог, професор в Националната музикална академия.

## Биография
Роден е на 6 септември 1947 г. Завършва френски колеж и консерваторията в Тунис през 1967 г. при Гвидо Еврайт. През 1975 г. завършва Държавната музикална академия в София при Велко Карастоянов. През 1975 г. специализира в Италия при Андре Навара, а през 1980 г. в Германия при Янош Старкър. От 1972 г. преподава в Държавната музикална академия в София, където от 1981 г. е избран за професор.
Ръководител е на майсторски класове в Белгия, Бразилия, Великобритания, Гърция, Република Македония, Португалия, САЩ, Франция, Южна Корея. От 1994 г. е почетен президент на Академията за млади таланти в Марсилия. Участва в множество музикални фестивали като член на журито – „Пражка пролет“ в Прага, във Ваймар и в Южна Америка. Няколкократно участва в най-стария фестивал за класическа камерна музика в Европа - „Международен фестивал на камерната музика“, Пловдив. Изнася редица солови рецитали в Европа, Азия, Северна и Южна Америка, Африка.
Заедно с Йосиф Радионов и Майер Франк създава клавирното трио „Кинор“ през 2000 г., а през 2002 г., заедно с децата си Калина и Атанас, създава ансамбъл „Челисимо“. С него гастролират в Братислава, Будапеща, Виена, Прага, Рио де Жанейро.

## Участия
- 47-о издание на „Международния фестивал на камерната музика“, Пловдив - 2011 г. Концерт на ансамбъл „Cellissimo“[4] съвместно с Анатоли Кръ̀стев – виолончело.[5]
- 52-ро издание на „Международния фестивал на камерната музика“, Пловдив - 2016 г. Концерт на Анатоли Кръ̀стев – виолончело (в Авторски концерт на Николай Стойков)[6].